# Capo di Ponte
Capo di Ponte là một đô thị trong tỉnh tỉnh Brescia thuộc vùng Lombardia, Ý. Đô thị này có diện tích 18 km², dân số 2429 người. Các đơn vị dân cư trực thuộc là: Campivo, Cemmo, Gambarere, Pescarzo. Các đô thị giáp ranh gồm: Cedegolo, Ceto, Cimbergo, Ono San Pietro, Paisco Loveno, Paspardo, Sellero
Bản mẫu:Communes de Val Camonica